# Scut

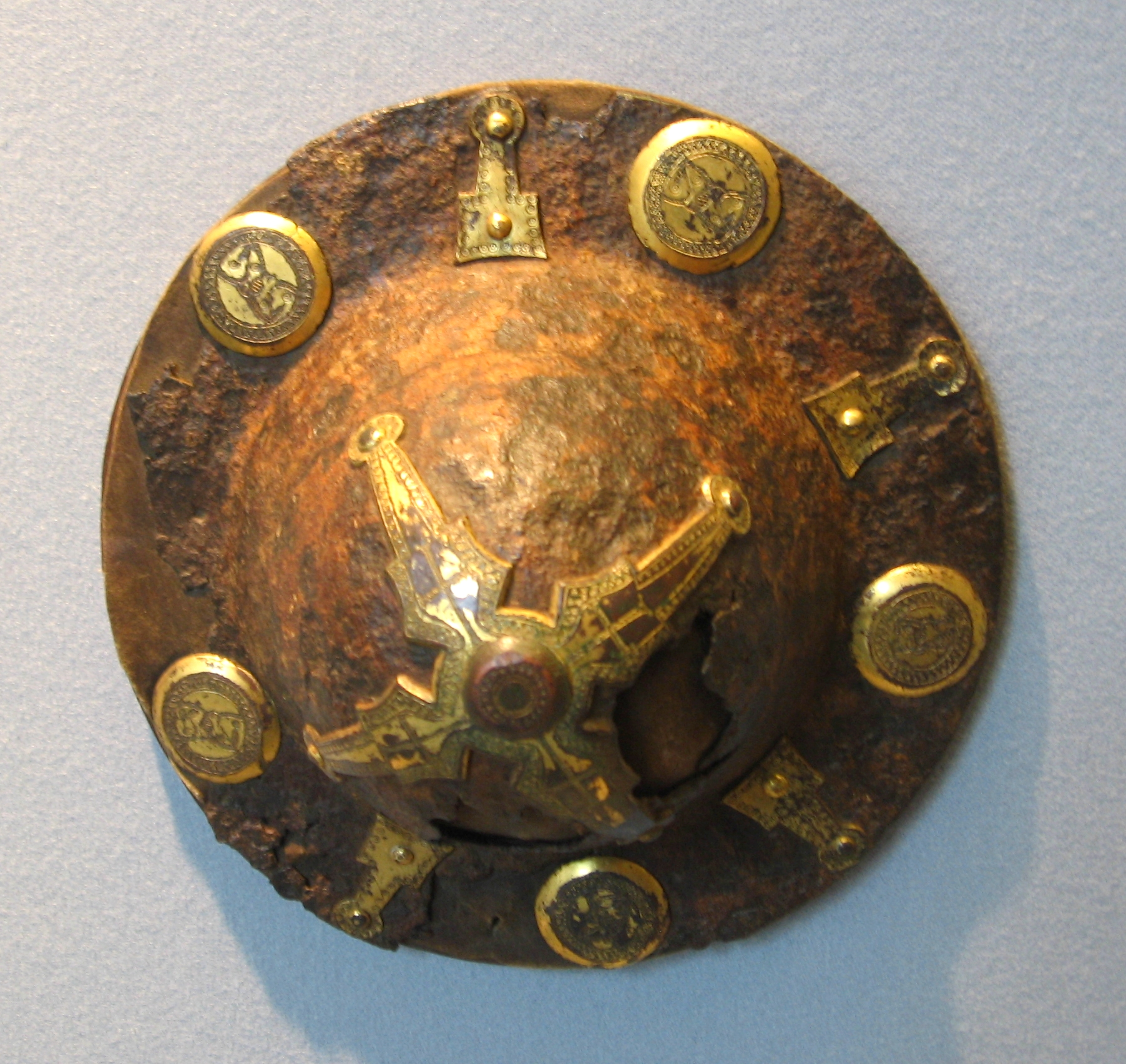
Scut lombard din secolul al VII-lea

Scuturi folosite în heraldică:
1. Scut francez: vechi
2. Scut francez: modern
3 și 4. Scuturi pentru doamne și domnișoare
5. Scut de turnir
6. Scut italian
7. Scut elvețian
8. Scut englez
9. Scut german
10. Scut polonez
11. Scut spaniol, portughez și flamand.

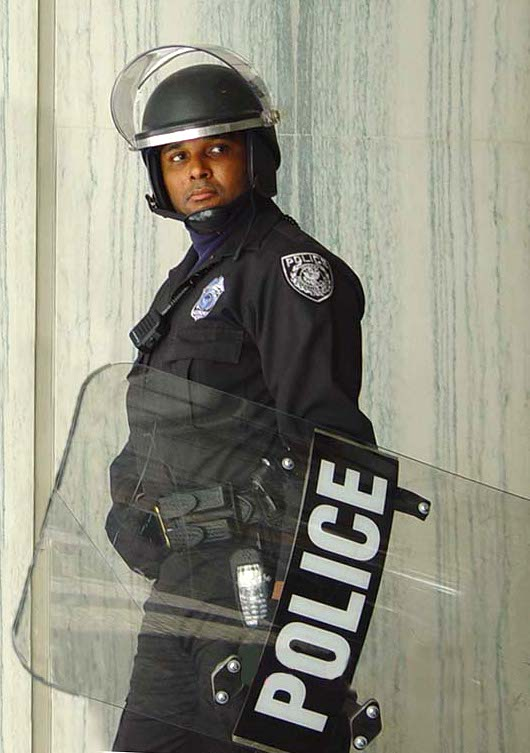
Polițist cu scut

Scutul este o armă folosită în scop defensiv, pentru pararea unui atac. Este cunoscut încă din mileniul al III-lea î.Hr., din epoca sumeriană, și a fost utilizat în occident până în secolul al XVII-lea, când armele de foc l-au făcut învechit.
În prezent, scutul este folosit în special de diferite forțe de ordine, mai ales în cadrul manifestațiilor violente sau luptelor de stradă.